# Mình "thích" nhau đi
Mình thích nhau đi (Tiếng Hàn: 좋아해줘) là phim hài tình cảm Hàn Quốc 2016 của đạo diễn Park Hyeon-jin. Phim được công chiếu vào ngày 17 tháng 2 năm 2016 

## Phân vai
- Lee Mi-yeon[1]
- Choi Ji-woo[1]
- Kim Joo-hyuk[1]
- Yoo Ah-in[1]
- Kang Ha-neul[1]
- Esom[1]